# Эгир (спутник)
Эгир (англ. Aegir) — нерегулярный спутник планеты Сатурн с обратным орбитальным обращением.
Назван именем Эгира, одного из ётунов в германо-скандинавской мифологии.
Также обозначается как Сатурн XXXVI.

## История открытия
Эгир был открыт в серии наблюдений, начиная с 12 декабря 2004 года.
Сообщение об открытии сделано 4 мая 2005 года.
Спутник получил временное обозначение S/2004 S 10.
Собственное название было присвоено 5 апреля 2007 года в честь Эгира (Aegir), морского божества древнескандинавской мифологии, олицетворявшего спокойное море.